# Hirofumi Watanabe
Hirofumi Watanabe (født 7. juli 1987) er en japansk fodboldspiller, som spiller for den japanske fodboldklub Vissel Kobe.